# Barnabas Mattes

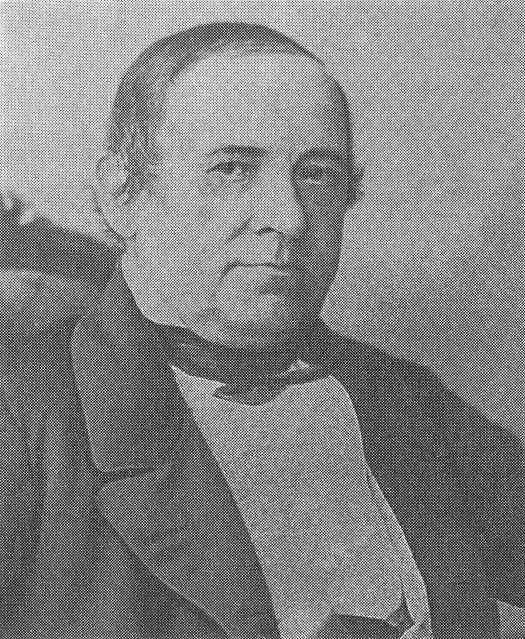
Barnabas Mattes

Barnabas Mattes (* 26. Februar 1805 in Nendingen; † 2. August 1881 ebenda) war Abgeordneter im württembergischen Landtag und langjähriger Schultheiß von Nendingen.

## Politische Karriere
Barnabas Mattes wurde schon mit 25 Jahren der Schultheiß und Ratsschreiber der Gemeinde Nendingen. Im September 1845 wurde er in den Ausschuss des landwirtschaftlichen Bezirksvereins, der damals eine wichtige politische Kraft ist, gewählt und in dieser Funktion 1847 auch bestätigt. 1846 wurde er als Landtagsabgeordneter vorgeschlagen, lehnte aber „unter den gegenwärtigen Umständen“ ab (Vormärz).
Im März 1848 bekam Barnabas Mattes Probleme mit der Staatsmacht, weil er „revolutionäre Tendenzen“ zeigte. Nach dem politischen Wandel in diesem Jahr entschloss sich Mattes zu einer Kandidatur für den neu geschaffenen demokratischen Landtag. Bei der Wahl im Mai 1848 musste er sich aber Wolfgang Menzel aus Stuttgart geschlagen geben. Den Wählern sprach er danach „tief gerührten Dank“ aus und begründete seine Niederlage im „über 60%igen Anteil an Evangeliken im Oberamtsbezirk Tuttlingen, denen er ultramontan geschildert wurde, und in der Tatsache, dass ihn der Oberamtmann Hörner auf keinerlei Weise empfohlen hatte. Dennoch wollte er für die Zukunft regional für seine sozialen Ideen und die Verbesserung der Lage der Landbevölkerung zu kämpfen.“
Auf eine von Mattes initiierte Gesetzesänderung zur Frage der Zehntpflicht reagierte der Oberamtmann Hörner mit der Warnung vor „übelsten Folgen, wer den ungesetzlichen Schritten der Zehntpflichtigen Vorschub leisten würde.“ Dies ließ Mattes aber nicht von seinem Ziel abbringen. Unter anderem damit macht sich Mattes im ganzen Bezirk einen Namen.
Am 2. August 1849 fand die Wahl zur verfassungsrevidierenden Versammlung statt, bei der er 1019 von 2042 Stimmen auf sich vereinigen konnte. Als Vertreter des Oberamts Tuttlingen wirkte er dann nach der Eröffnung dieser Versammlung am 4. Dezember 1849 an den Beratungen über eine neue württembergische Verfassung mit.
Bei den Landtagswahlen im April 1851 verlor er, nachdem wegen seiner königskritischen Einstellung mächtig gegen ihn Stimmung gemacht wurde, die Wahl gegen den Obertribunalrat von Teuffel aus Stuttgart als Tuttlinger Vertreter im Landtag.
Bei den im Dezember 1855 stattfindenden Wahlen verlor Mattes gegen den Tuttlinger Oberamtspfleger Karl Friedrich Leypoldt mit 270 zu 333 Stimmen. Insgesamt gab es 667 Stimmberechtigte (Zensuswahlrecht: besitzende männliche Bürger) bei über 25.000 Einwohnern.
Im Jahr 1859 gab er auch das Amt des Schultheiß' ab, wobei er weiterhin eine kämpferische und anerkannte Persönlichkeit im Ort blieb und bis heute als der politisch engagierteste Nendinger gilt.

## Privatleben
Barnabas Mattes war der Schwiegervater von German Wolf durch seine Tochter Maria. Seine Enkelin Johanna war die Frau von Georg Betzler.